# Fisiología y fisiopatología respiratoria y circulatoria en los períodos fetal y neonatal
La fisiología fetal y neonatal es la rama de la fisiología enfocada al estudio del funcionamiento del cuerpo del feto y del neonato. Conocer el funcionamiento del cuerpo del recién nacido es de vital importancia para comprender la patogenia de las enfermedades que pueden afectarle. En este sentido, el estudio de los cambios que se suceden en el sistema circulatorio y el aparato respiratorio en el momento del parto permite entender las diferentes manifestaciones patológicas que se puedan presentar en el período perinatal. En definitiva, el alumbramiento constituye un punto de inflexión drástico que permite la adaptación a la vida en un medio terrestre.

## Desarrollo fetal y adaptación materna

### Desarrollo del aparato respiratorio y del sistema circulatorio
El aparato respiratorio se desarrolla a partir de la 4.ª semana del desarrollo embriológico. Hasta el 7.º mes el pulmón se encuentra en la fase canalicular de su desarrollo, en el cual los bronquiolos se desarrollan en conductos cada vez más pequeños (sacos alveolares o alvéolos primitivos). Posteriormente a esta fase tenemos la etapa alveolar. En esta fase, el pulmón sufre una serie de transformaciones que harán posible la respiración: las células cúbicas de los bronquiolos respiratorios pasan a ser planas y, además, se forma una densa red de capilares que hace posible el intercambio de gases. A partir de entonces, el número de alvéolos aumenta progresivamente, de forma que en el momento del nacimiento solo se han formado el 20% de los alvéolos definitivos (el resto se forman en los 8-10 primeros años de vida). Las células productoras de surfactante (neumocitos tipo II) aparecen al final del sexto mes y su correcto funcionamiento es indispensable para permitir la respiración. El surfactante pulmonar o surfactina es un agente tensoactivo encargado de reducir la tensión superficial en la interfase ventilatoria aire-sangre. Este agente mantiene la distensión alveolar y evita el deterioro del revestimiento epitelial producido por el roce del aire y las células. Es un compuesto con alto contenido en fosfolípidos (lecitina y esfingomielina). En el 7.º mes de vida ya hay suficientes capilares como para poder permitir un intercambio gaseoso eficiente y mantener la vida del neonato en caso de parto prematuro.
En el feto, los pulmones están llenos de fluido integrado por: líquido amniótico (debido a que los movimientos respiratorios comienzan antes del nacimiento, en torno a la 10.ª semana), secreciones bronquiales y algo del ya mencionado surfactante (la cantidad de surfactante aumenta durante las dos últimas semanas de gestación).
El sistema circulatorio comienza a desarrollarse en la 3.ª semana. Se origina a partir de células cardiogénicas que migran al mesodermo, se revisten de endotelio y se rodean de mioblastos para formar el tubo cardíaco (primordio del corazón). En la cuarta semana de desarrollo, este tubo se pliega, dando lugar al asa cardíaca, en la que las cavidades que forman el corazón están dispuestas igual que en el adulto. Posteriormente se forman los tabiques que separan las cavidades.

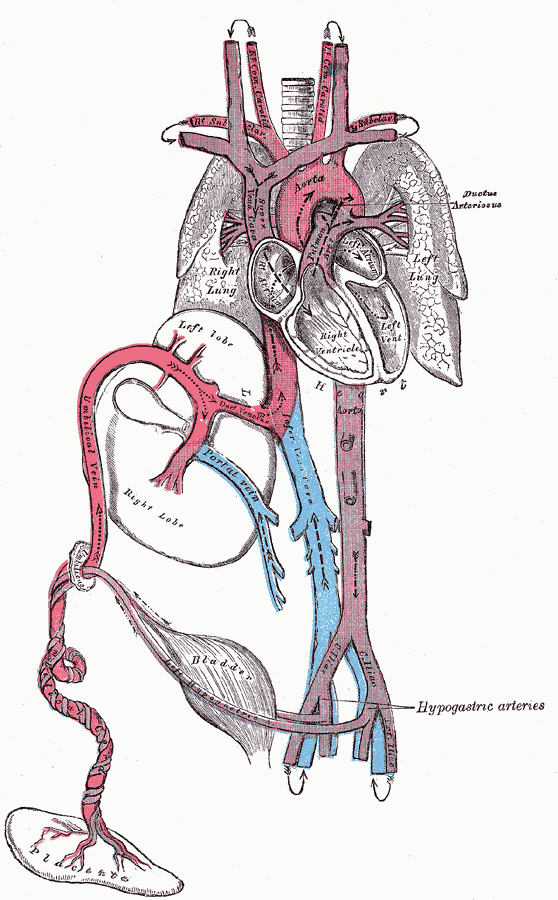
Esquema de la circulación fetal

La sangre oxigenada que sale de la placenta pasa por la vena umbilical al feto. Al aproximarse al hígado pasa a través del conducto venoso de Arancio para evitar entrar en los sinusoides hepáticos (tiene un mecanismo de esfínter cerca de la desembocadura de la vena umbilical, se cierra cuando debido a contracciones uterinas el retorno venoso es excesivo, de esta manera se impide la sobrecarga brusca del corazón). A través de este conducto llega a la vena cava inferior (CVI) donde se mezcla con sangre desoxigenada (de los miembros inferiores) de camino a la aurícula derecha. 
En la aurícula derecha, la mayor parte de la sangre pasa a través del foramen oval (comunicación interauricular de los neonatos). No toda la sangre que llega a la aurícula derecha es capaz de atravesar a la izquierda, ya que una parte choca contra el borde inferior del “septum secundum”, la “crista dividens”, y se mezcla con la sangre proveniente de la vena cava superior (VCS) pasando al ventrículo derecho.
La sangre que llega al ventrículo derecho sale en dirección a las arterias pulmonares. En este punto nos encontramos con el conducto arterioso de Botal que desvía una gran cantidad de sangre a la arteria aorta descendente evitando que pase por los pulmones (inactivos, por lo que no realizan el intercambio gaseoso y no necesitan por tanto tanta cantidad de volumen sanguíneo).
La sangre que pasa a la aurícula izquierda, proveniente de la aurícula derecha, recibe la sangre que no ha pasado por el conducto arterioso de botal, que ha perfundido los pulmones y regresa al corazón por las venas pulmonares. Esto quiere decir que la sangre proveniente de los pulmones también se mezcla con la proveniente de la aurícula derecha. Esta sangre sale ahora por la arteria aorta. 
Las primeras ramas de la aorta son las arterias coronarias y las carótidas. Esto quiere decir que la sangre más oxigenada va a llegar a la cabeza (cerebro) y corazón, que necesitan mucho aporte energético, O2 y nutrientes para su desarrollo. 
Posteriormente la sangre se va a ir desoxigenado. Como ya hemos comentado, tras hacer el cayado aórtico, la aorta descendente recibe la sangre del conducto arterioso de Botal, que hace volver a descender la oxigenación sanguínea.
En resumen, la sangre de la placenta se mezcla con sangre desoxigenada en:
- Hígado (con la sangre que retorna hacia el sistema porta).
- Vena Cava Inferior (VCI), debido al conducto venoso de Arancio.
- Aurícula Derecha (con la sangre que baja de la VCI).
- Aurícula Izquierda (con la sangre de las venas pulmonares).
- Aorta descendente (con la sangre que le llega a través del conducto arterioso de Botal.

#### Eritropoyesis
La eritropoyesis, o el proceso de formación de eritrocitos, tiene lugar en distintos lugares a lo largo del desarrollo:
1. 3ª semana de desarrollo: los eritrocitos son formados a través del sistema vitelino y capas mesoteliales de la placenta.
2. 4ª-5ª semana: son el mesénquima fetal y el endotelio de los vasos sanguíneos fetales los encargados de producir los hematíes.
3. 6ª semana: el hígado comienza a ejercer esta función y cesa a finales del segundo trimestre de embarazo. En caso de complicación en la vida adulta, el hígado puede volver a desarrollar esta función.
4. 3ª mes: comienza a realizar esta función el bazo y los tejidos linfoides del organismo.
5. A partir del tercer mes la médula ósea se va a ir convirtiendo poco a poco en el principal productor de células sanguíneas del organismo hasta llegar a ser el único órgano encargado de esta función.

### Adaptaciones circulatorias y respiratorias de la madre gestante
El embarazo supone unas exigencias extraordinarias al cuerpo de la madre, que reacciona adaptando de forma transitoria sus diferentes sistemas orgánicos.
El gasto cardíaco materno se incrementa un 30-50%, con el objetivo de garantizar una buena perfusión de la placenta a través de la arteria uterina. Este aumento se produce por un incremento, tanto de la frecuencia cardíaca, como del volumen sistólico de eyección. Hacia el final del embarazo, la presión ejercida por el gran desarrollo del útero sobre la vena cava inferior produce una disminución del flujo a su través, lo que conlleva una bajada de la precarga con disminución subsiguiente del volumen sanguíneo eyectado y un consecuente descenso del gasto cardíaco materno. Tras el aumento del gasto cardíaco en el momento del parto, su valor se normaliza pasados uno o dos meses.
Durante la gestación, el volumen de plasma sanguíneo aumenta mucho más de lo que lo hace la cantidad de hematíes (50% frente a un 30%). Este hecho desencadena la denominada “anemia por dilución”, típica de embarazadas.
La adaptación del aparato respiratorio materno se caracteriza por un notable incremento del Volumen Corriente (hasta un 40% hacia término) debido a las mayores exigencias metabólicas. Así mismo, el gran aumento del útero resta recorrido vertical al diafragma, el cual realiza contracciones menos eficaces y, por ello, más numerosas. Este hecho puede producir la disminución de los Volúmenes de Reserva Espiratoria y Residual, así como de las Capacidades Residual Funcional y Pulmonar Total.

## El hito del parto

### Fisiología de la respiración y circulación en el feto
Durante el desarrollo embrionario, la placenta se encarga de garantizar la oxigenación y depuración de la sangre fetal. Para ello, el intercambio gaseoso y de nutrientes se ha de realizar difundiendo a través de una barrera de 3'5 μm de espesor (frente a los 0'5 μm de la barrera hematogaseosa pulmonar). Para solucionar este problema existen diferentes mecanismos:
1. La hemoglobina del feto (HbF) tiene una mayor afinidad por el oxígeno que la hemoglobina materna (HbA), debido a su menor capacidad de unión al 2,3 Bifosfoglicerato. Esto garantiza la buena oxigenación de la sangre fetal en la placenta.
2. La sangre fetal llega a la placenta y cede una gran cantidad de CO2 a la sangre materna. De esta forma, el aumento de la concentración de CO2 en la sangre materna determina una disminución de su afinidad por el oxígeno, favoreciendo su difusión hacia la sangre fetal. Así mismo, la pérdida de CO2 por la sangre fetal determina un aumento de su afinidad por el oxígeno. Este mecanismo se denomina por ello “doble efecto Bohr”.

A pesar de la actuación de los mecanismos anteriores, la saturación de oxígeno en la hemoglobina fetal ronda el 80% (frente 98% de la hemoglobina adulta), determinando una situación de hipoxia. Concretamente, la PO2 de la sangre que abandona la placenta es de 30 mmHg y la PO2 que regresa a la placenta tras circular por el feto es de 14 mmHg.
Este hecho, aunado al estado de semicolapso alveolar, determina una respuesta vasoconstrictora hipóxica pulmonar local (desencadenada con el objetivo de derivar la mayor cantidad de flujo sanguíneo hacia aquellos alvéolos que pudieran estar mejor ventilados). Así, la resistencia del lecho vascular pulmonar aumenta sobremanera y excede notablemente la resistencia del resto de vasos corporales (en los que la hipoxia determina una vasodilatación notable). En la etapa fetal, los pulmones reciben un 15% del gasto del ventrículo derecho.
Durante el tercer mes de desarrollo intrauterino comienzan a producirse los primeros movimientos respiratorios, desencadenados en respuesta a la situación de hipoxemia crónica que sufre el feto (ya comienzan a funcionar los quimiorreceptores y el centro de control respiratorio).

### Cambios circulatorios y respiratorios en el momento del parto

#### Primera respiración
Como ya se mencionó, las primeras respiraciones tras el nacimiento no llegan a un órgano totalmente colapsado, sino relleno de líquido amniótico y secreciones. La mezcla de líquido que encontramos en el pulmón tiene una concentración alta de Cloro, escasas proteínas, moco de las glándulas bronquiales y surfactante, además de un pH ácido. Este líquido será gradualmente remplazado por el elemento gaseoso. Se elimina mediante dos procesos: parte se elimina durante el proceso del parto, debida a la comprensión que sufre el tórax; y otra parte debido a la absorción de líquido por los capilares sanguíneos y vasos linfáticos.
Los primeros movimientos respiratorios del neonato se desencadenan debido a los cambios que se producen en la sangre del recién nacido tras cortar el cordón umbilical. Se produce un descenso de la PO 2y un aumento de la PCO2 .La hipoxia e hipercapnia estimulan el centro respiratorio, produciéndose la primera respiración En esta primera respiración el surfactante, que permanece como una delgada capa sobre las células, impide el colapso de los alvéolos. Influyen también en el proceso los estímulos sensitivos (frío) del exterior y estímulos dolorosos.

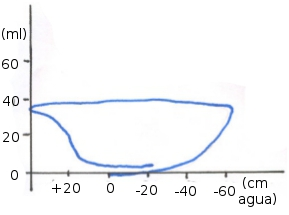
Gráfica presión-volumen de la 1.ª respiración

Para que se produzca la primera inspiración hay que hacer un gran esfuerzo para superar la tensión superficial de la interfase líquido-epitelio alveolar. Debido a esto, las primeras presiones respiratorias son muy negativas (-60 mmHg de media). La 2.ª respiración ya es más sencilla, ya que los bronquios aumentan su diámetro y disminuye la tensión superficial de la pared alveolar. De forma sucesiva, la respiración terminará normalizándose. Después de la primera respiración el volumen de los pulmones no se vuelve a cero, sino que queda una parte como lo que será volumen residual, que permanecerá ya durante toda la vida.
A la expansión del parénquima pulmonar sigue la del lecho vascular del pulmón. Como consecuencia de esta expansión vascular, las resistencias de la circulación pulmonar disminuyen mucho, determinando un aumento súbito del flujo circulatorio pulmonar. A ello hay que añadir que el aumento de la PO 2 en los vasos del lecho pulmonar (los alvéolos comienzan a ventilarse) determina una vasodilatación local con una nueva disminución de la resistencia. 
La falta de respiración en el neonato se puede mantener 8-20 minutos (lo que no exime de la posibilidad de sufrir una serie de complicaciones cerebrales sin opción a mejora). Aun así cabe destacar la gran capacidad de adaptación del neonato, ya que un individuo adulto apenas soportaría 4 minutos privado de O2.

#### Cambios circulatorios
Los cambios en el entramado circulatorio que se producen en el momento del nacimiento son debidos a:
- Comienzo de la respiración (la oxigenación de la sangre deja de ser en la placenta para llevarse a cabo en los pulmones).
- Interrupción de la circulación placentaria (se corta el cordón umbilical).

En el proceso de adaptación del aparato circulatorio del neonato se suceden una serie de procesos que son los siguientes:
- Obliteración de las arterias umbilicales: se debe a la contracción del músculo liso de sus paredes, estímulos mecánicos y cambios de tensión del O2. Se cierran unos minutos después del nacimiento, aunque la verdadera obliteración, por proliferación fibrosa se puede demorar hasta los 2 o 3 meses de vida. La evolución de estas arterias es diferente en sus porciones proximal y distal:
  - Porción proximal: se transforman en las arterias vesicales superiores, ramas de la arteria iliaca interna.
  - Porción distal: se transforma en los ligamentos umbilicales mediales.

- Obliteración de la vena umbilical y el conducto venoso de Arancio: se produce también debido a la contracción de la musculatura lisa de sus paredes. El cierre se produce poco después de que lo hagan las arterias umbilicales (esto quiere decir que el neonato puede recibir sangre placentaria un poco de tiempo después del nacimiento). La vena umbilical va a formar el ligamento redondo del hígado o “ligamento teres”. Por su parte, el conducto venoso formará el ligamento venoso (se extiende desde el ligamento redondo del hígado hasta la vena cava inferior).

- Obliteración del conducto arterioso de Botal: se produce por contracción de su pared. El cambio ocurre inmediatamente después del nacimiento y su control se encuentra mediado por bradicinina (sustancia liberada por los pulmones durante el periodo de insuflación inicial).

- Cierre del agujero oval: se debe a un aumento de las presiones en la aurícula izquierda y una consecuente bajada de las presiones en la aurícula derecha. Este cambio de presiones hace que el “septum primun” presione sobre el “septum secundum” cerrando la comunicación interauricular. La aposición constante provoca la fusión de ambos tabiques en el primer año de vida. El llanto del niño puede producir derivaciones de derecha a izquierda, que explican los periodos de cianosis del neonato. En un 20% de los recién nacidos el cierre no es definitivo o total (agujero oval permeable).

##### Características de la sangre
- Eritrocitos: 4000000/ml3. Si se mantiene unido el cordón umbilical en los primeros momentos de vida al igual que el volumen sanguíneo los glóbulos rojos también aumentan a 4750000. Este aumento puede ser muy beneficioso para el feto. A las 6 semanas este n.º se normaliza.
- Leucocitos: 45000/ml3, valores 5 veces más que en el adulto en el estado normal.

## Fisiología respiratoria y circulatoria del neonato
El corazón de un recién nacido se caracteriza por una menor proporción de tejido muscular que el de un adulto, junto a un bajo desarrollo de las fibras contráctiles de los miocitos y una menor cantidad de bombas para el calcio. A ello se le suma un consumo relativo de oxígeno superior al de un adulto, hecho que determina la necesidad de un mayor gasto cardíaco. Para lograrlo, el corazón del recién nacido (que posee una menor eficacia sistólica que el de una adulto) ha de aumentar su frecuencia cardíaca.
Además, la función diastólica del corazón también se halla comprometida, debido a una menor capacidad de relajación de los miocitos (causada por la menor proporción de tejido muscular) y una mayor proporción relativa de tejido fibroso (no contráctil y menos distensible). Todo ello implica la necesidad de lograr una mayor presión de llenado.
En relación con el peso corporal la capacidad residual funcional de los pulmones del lactante equivale a la mitad de los del adulto.

## Fisiopatología respiratoria y circulatoria del neonato
Las vidas fetal y extrauterina forman un continuo durante el cual el desarrollo y crecimiento humano se ve afectado por la genética, el ambiente y los factores sociales. El nacimiento constituye el paso de una a otra. En relación con el mismo, podemos establecer dos periodos:
- Perinatal: se define como el periodo comprendido entre la 28.ª semana de gestación y los siete primeros días de vida.
- Neonatal: periodo correspondiente a los 28 primeros días de vida.

La mortalidad perinatal está influida por condiciones prenatales, maternas y fetales, así como por las circunstancias del parto. Está asociada a un retraso del crecimiento intrauterino (RCI); condiciones que predisponen al feto a la asfixia (como una insuficiencia placentaria); malformaciones congénitas severas e infecciones.
La mortalidad neonatal es más alta durante las primeras 24 horas de vida, representando alrededor del 65% de la mortalidad infantil.
Sus principales causas son enfermedades asociadas a parto pretérmino y bajo peso al nacer, así como anomalías congénitas letales.
Podemos diferenciar entre:
1. Niños pretérmino o prematuros, que son aquellos cuya edad gestacional es menor de 37 semanas completas a partir de la última menstruación.
2. Niños a término, que son aquellos que nacen entre la 38.ª y 42.ª semana.
3. Niños postérmino, que son los que nacen a partir de la 42.ª semana (límite establecido de normalidad).

En lo concerniente al peso, el término de recién nacido de bajo peso se aplica al neonato con un peso al nacimiento menor de 2,5 kg, sin importar cuál sea su edad gestacional; aunque aproximadamente dos tercios de los recién nacidos de bajo peso son pretérminos (el peso puede ser incluso menor del 10.º percentil en algunos prematuros). Actualmente, los recién nacidos de bajo peso se pueden clasificar en dos grupos: 
- Recién nacidos de muy bajo peso (con peso al nacer menor de 1,5 kg)
- Recién nacidos de peso extremadamente bajo (con un peso menor de 1,0 kg)

Los recién nacidos pretérmino pueden presentar desde su nacimiento y durante sus primeras semanas de vida múltiples problemas, como resultado de la inmadurez de los distintos órganos y sistemas.
Por ello deben funcionar casi sin reserva funcional, esto es, sus órganos y sistemas (respiratorio, cardiocirculatorio, etc.) deben funcionar cerca de su potencialidad funcional máxima, ya que tienen que hacer frente a distintas demandas metabólicas, como son la rápida velocidad de crecimiento y la inesperada adaptación al medio extrauterino, además de a desafíos nuevos, como la enfermedad.

### Postérmino
Si bien se le conoce también como postmaduro, es recomendable emplear este término sólo cuando se trata de niños nacidos con un aspecto clínico específico procedentes de embarazos patológicamente prolongados. Al igual que sucede con los prematuros, los recién nacidos postérmino pueden presentar complicaciones, ya que superar las 42 semanas de gestación puede aumentar, entre otros, el riesgo de cese de funcionamiento de la placenta. El parto tampoco será fácil para la madre, pues el bebé tendrá, probablemente, un tamaño mayor de lo normal, por lo que su paso por el canal del parto será así más complicado. Es por esto que el médico puede aconsejar inducir el parto y hacer una cesárea.

### Problemas en el aparato respiratorio
Hasta la primera mitad de los años ochenta, la causa más frecuente de mortalidad neonatal fue la patología respiratoria. Hoy en día, la letalidad ha disminuido considerablemente, limitándose principalmente a los recién nacidos de muy bajo peso, así como a algunos cuadros asociados a hipertensión pulmonar persistente. Los principales factores de morbilidad en esta etapa son: la inmadurez anatómica y fisiológica (propia de recién nacidos pretérmino) y problemas de la adaptación de una respiración placentaria a una pulmonar.Las manifestaciones clínicas más comunes en las enfermedades pulmonares neonatales son:
1. Cambios de frecuencia y ritmo respiratorios, como taquipnea (frecuencia respiratoria más alta de lo normal), bradipnea (frecuencia respiratoria más baja de lo normal). Hay que tener en cuenta que la frecuencia respiratoria varía con muchos factores (edad...).Así, en el periodo neonatal lo normal está entre 35 y 45 respiraciones por minuto (la taquipnea sería por tanto toda frecuencia mayor de 60 respiraciones por minuto).
2. Retracciones costales. Se produce en recién nacidos con una compliancia pulmonar baja y una capacidad funcional residual disminuida, debido a la alta compliancia de la pared torácica en el periodo neonatal.
3. Quejido. Se trata de un mecanismo de compensación. Se suele producir al final de la espiración, cuando esta se realiza con la glotis parcialmente cerrada, para conservar un volumen pulmonar más elevado al final de la misma y mejorar la relación ventilación-perfusión. La presión transpulmonar también aumenta, facilitando la reabsorción de líquido pulmonar. Si se produce durante la inspiración, suele ser por una obstrucción de la vía aérea
4. Cianosis. Signo típico de ciertas cardiopatías congénitas que también puede presentarse en insuficiencia respiratoria por hipoventilación alveolar severa o por alteración en la relación ventilación-perfusión y cortocircuito derecha-izquierda intrapulmonar.

Para valorar la dificultad respiratoria se emplea la prueba de Silverman y Anderson. En él se puntúan de 0 a 2 los siguientes signos clínicos: aleteo nasal, quejido espiratorio, retracción intercostal, retracción subcostal y disociación toracoabdominal; de modo que un niño normal puntúa 0 en un test de Silverman, mientras que los casos más graves pueden llegar a 8 o 10. 
El test de Apgar es el método tradicional para valorar el grado de asfixia neonatal. Cuanto menor es la edad gestacional más baja es la puntuación de este test. Además, a menor puntuación, menor probabilidad de supervivencia. Este test también puntúa cinco criterios clínicos, valorando cada uno de ellos como 0, 1 o 2, al primer y al quinto minutos de vida. Tiene, así, más valor como criterio del grado de insuficiencia o fallo respiratorio que como índice de asfixia prenatal.
En relación con las distintas complicaciones que se pueden presentar es necesario recordar la importancia del surfactante pulmonar (sustancia formada por fosfolípidos, principalmente dipalmitoilfosfatidilcolina; lípidos neutros y proteínas, que ejerce sus funciones en la interfase aire-líquido alveolar). El surfactante, entre otras funciones (como protección del epitelio alveolar), disminuye la tensión superficial durante la espiración. Según la ley de Laplace (P= 2γ/r), cuando no hay surfactante los alvéolos tenderían a colapsarse con una presión inversamente proporcional al radio de la esfera. Durante la espiración, el surfactante hace que la tensión superficial sea próxima a cero en cada uno de los alvéolos, lo que favorece una mayor estabilidad alveolar, el establecimiento de una capacidad funcional residual, y la existencia de alvéolos de distinto tamaño, al evitar que los más pequeños se vacíen en los grandes. Dicho esto, podemos destacar ahora:
- Síndrome de distrés respiratorio neonatal. Hay muchas causas de dificultad (distrés) respiratoria en el recién nacido, como aspiración de sangre o de líquido amniótico durante el nacimiento, lesión cerebral que afecta a los centros respiratorios o cordón umbilical alrededor del cuello del niño. Sin embargo, las dos más frecuentes son:
  - Enfermedad de la membrana hialina (EMH):También denominada síndrome de distrés respiratorio idiopático o distrés respiratorio neonatal por déficit de surfactante.Se produce por un déficit de surfactante a nivel de la interfase aire-líquido alveolar, lo cual aumenta la tendencia al colapso alveolar tras la espiración, disminuyendo la capacidad funcional residual (bajo volumen pulmonar o atelectasia) y la compliancia pulmonar. Esto produce hipoxia por cortocircuito derecha-izquierda intrapulmonar, que dará lugar a acidosis, vasoconstricción pulmonar, hipoperfusión pulmonar, lesión endotelial capilar y epitelial alveolar, y fuga de plasma al interior de los alvéolos. Las proteínas plasmáticas se combinan con fibrina y neumocitos alveolares necróticos para formar las membranas hialinas. Los corticoides ayudan a prevenir el SDR (Síndrome de Dificultad Respiratoria), ya que inducen la formación de líquidos tensioactivos en el pulmón fetal.[10]
  - Pulmón húmedo: El pulmón húmedo o taquipnea transitoria del recién nacido se produce por un retraso en la eliminación del líquido que el feto tiene en los pulmones, que puede provocar un aumento de la frecuencia respiratoria o taquipnea. En general este cuadro desaparece sin dejar secuelas en torno al tercer día.Entre el 1% y el 2% de los recién nacidos padecen este trastorno. El factor de riesgo más importante que lo favorece es el haber nacido por cesárea, pues al no pasar por el canal del parto, no se produce la presión que hubiese favorecido la eliminación del líquido.

### Problemas en el sistema circulatorio
A veces, el corazón y los vasos sanguíneos asociados no se forman correctamente, ocasionando un defecto conocido como cardiopatía congénita, que es el tipo de anomalía congénita más común. En general se suelen clasificar en cianóticas y no cianóticas. Destacaremos tres tipos principales de cardiopatías congénitas:
1. Estenosis, que dificulta el flujo sanguíneo en algún punto del corazón o en algún vaso sanguíneo mayor estrechamente relacionado.
2. Cortocircuitos (shunt) izquierda-derecha, que permiten el flujo retrógrado de la sangre desde el lado izquierdo del corazón o la aorta hacia el lado derecho del corazón o la arteria pulmonar. Ejemplo: Conducto arterioso persistente (CAP).Tras el nacimiento, la comunicación directa entre la circulación pulmonar y la circulación sistémica que supone el conducto arterioso de Botal ya no es necesaria. Por ello, este se cierra funcionalmente, siendo el cierre casi completo a las 18 horas de vida y permanente a los 5-7 días.Sin embargo, en los prematuros, en especial en los más inmaduros, esto no suele suceder hasta días o semanas después del nacimiento. Esto se debe probablemente a la menor respuesta constrictora al aumento postnatal en la PO2, así como al mayor efecto relajante de las prostaglandinas vasodilatadoras.Es habitual que este shunt ductal vaya asociado a la enfermedad de la membrana hialina, pero por sí solo puede ser causa de insuficiencia cardíaca. Puede, además, causar un shunt de derecha a izquierda con cianosis tardía.[12]
3. Cortocircuitos (shunt) derecha-izquierda, que permiten el flujo sanguíneo desde el lado derecho del corazón hasta el lado izquierdo del mismo. Ejemplo: Tetralogía de Fallot.[13]